# خانواده حمزه‌علی خان
خانوادهٔ حمزه‌علی خان یک مجموعهٔ تلویزیونی ایرانی به کارگردانی محمدباقر خسروی است که در سال‌ ۱۳۷۲ تولید و از شبکه ۱ پخش گردید.

## خلاصه داستان
«حمزه‌علی خان» که عاشق فیلم و سینماست، به یک گروه فیلمبرداری اجازه می‌دهد که در غیاب صاحب خانه‌اش، در خانه مشغول فیلمبرداری شوند. صاحبخانه پس از بازگشت از سفر، متوجهٔ خرابی‌های به وجود آمده در منزل می‌شود و حمزه‌علی خان و خانواده‌اش را بیرون می‌کند. گروه فیلم‌سازی که از اعضای خانوادهٔ حمزه‌علی خان در فیلمشان استفاده کرده‌اند، به دنبال رد پایی از ایشان هستند و ...

## بازیگران
- محمدباقر خسروی
- نعمت‌الله گرجی
- محمدعلی ورشوچی
- محمود بهرامی
- عزت‌الله رمضانی‌فر
- رقیه چهره‌آزاد
- مهری ودادیان
- عنایت‌الله بخشی
- پانته‌آ بهرام
- مهدی صباغی
- گیتی ساعتچی
- سعید خاکسار
- غلامرضا عارف‌نژاد
- محسن غفوری
- بیژن ابراهیم
- سهیلا قوامی
- سهیلا عزیزی
- جمشید مسعود‌زادگان
- سیداحمد محمدی
- حسن نوروزی‌فرد
- کمال سیدمحسن
- علی بهلولی
- نورمحمد ذوالفقاری
- کریم بنی‌نجات
- حسین ایلخانی
- شاهپور خسروی
- رضا خسروی